# Chawwal
Chawwal (arabe :شَوَّال) est le dixième mois du calendrier musulman. Il est marqué par l'Aïd el-Fitr (arabe :عِيدُ ٱلْفِطْر « la fête de la rupture du jeûne »), qui a lieu le premier jour de ce mois, qui vient juste après le mois de ramadan.
Les musulmans pieux ont l'habitude de pratiquer six jours de jeûne supplémentaires pendant ce mois (les « six jours de chawwal ») pour compléter le jeûne de l'année.